# Kaarlo Mäkinen
Kaarlo Edvin Mäkinen (Mariehamn, 14 maggio 1892 – Turku, 11 maggio 1980) è stato un lottatore finlandese.
Ha vinto due medaglie olimpiche nella lotta libera; in particolare ha conquistato la medaglia d'oro alle Olimpiadi 1928 di Amsterdam nella categoria pesi gallo e la medaglia d'argento alle Olimpiadi 1924 di Parigi, anche in questo caso nella categoria pesi gallo.
Ha partecipato anche alle Olimpiadi 1920.